# Casey Jennings
Casey Jennings (* 7. Oktober 1975 in Las Vegas (Nevada), USA) ist ein US-amerikanischer Beachvolleyballspieler.

## Werdegang
Casey Jennings spielt seit 1999 auf der US-amerikanischen AVP Tour und international seit 2002 auf der FIVB World Tour. Von 2003 bis 2009 spielte er mit Matthew Fuerbringer und belegte mit ihm bei der WM in Stavanger 2009 den fünften Platz. 2010 begann Casey Jennings mit Bradley Keenan, wechselte Mitte August den Partner und gewann mit Kevin Wong völlig überraschend das Open-Turnier in Den Haag. Bei der WM in Rom 2011 landeten Jennings/Wong auf Platz 17. 
2012 startete Jennings mit William Strickland und 2013 mit Stafford Slick.

## Privates
Casey Jennings wuchs als Jüngster von fünf Brüdern in Las Vegas auf. 2005 heiratete er die dreifache Olympiasiegerin Kerri Walsh (* 1978), mit der er zwei Söhne und eine Tochter hat. Die beiden leben mit ihren Kindern in Manhattan Beach.